# Cilia van Dijk
Cilia van Dijk-van Lieshout (Uden, 22 november 1941 – 26 april 2023) was een Nederlandse filmproducente. In de filmwereld maakte zij faam door het in 1986 ontvangen van een Academy Award voor beste korte animatiefilm als producente van de film Anna & Bella van Børge Ring en het oprichten van filmdistributeur Animated People.

## Biografie
Van Lieshout groeide op in Uden. In 1963 trouwde ze met animator Gerrit van Dijk (1938 – 2012), met wie ze twee kinderen kreeg.
Ze verhuisde naar Haarlem, waar ze algemeen bekend is geworden door haar bijdragen bij de gemeente en de Toneelschuur. In 1986 won ze een Academy Award voor beste korte animatiefilm als producente van de film Anna & Bella van Børge Ring. Verder is ze geëerd in de Orde van Oranje-Nassau.
In 2018 werd Van Dijk voorgedragen als lid van de Academy of Motion Picture Arts and Sciences. Deze bepaalt elk jaar mede welke filmmakers Academy Awards, ook wel Oscars genoemd, in ontvangst mogen nemen.
Van Dijk overleed in 2023 op 81-jarige leeftijd.

## Animated People
Op 1 juni 1978 werd het distributiebedrijf Animated People opgericht door Van Dijk, met doel de vertoning van alle beschikbare Nederlandse animatiefilms structureel mogelijk te maken en op deze manier een groter publiek te bereiken. De focus lag op de distributie van de Nederlandse onafhankelijk gemaakte animatiefilms, maar de horizon werd verbreed met de selectie van Nederlandse-animatiefilms uit vroegere tijden, geanimeerde reclamefilms en opdrachtfilms, eindexamenfilms, workshopfilms en buitenlandse animatiefilms. De acquisitie verliep voorspoedig. Zo droeg distributeur Fugitive Cinema Holland in 1982 de vertoningsrechten van hun pakket Nederlandse animatiefilms over aan Animated People.
Na vijf jaar had Animated People een track record van in totaal bijna 1500 uitleningen van Nederlandse animatiefilms. De meest uitgeleende films in 1983 waren Sportflesh van Gerrit van Dijk, Salut Marie van Monique Renault en David van Paul Driessen. Het Nederlands Instituut voor Animatie besloot in 2011 om de distributiekopieën van Stichting Animated People over te dragen aan het EYE Film Instituut Nederland.

## Filmografie
- 1979: Jute
- 1983: Haast een hand (He Almost Clutched his Hand)
- 1984: Anna & Bella
- 1986: Animation Has No Borders
- 1988: Pas à deux
- 1991: Frieze Frame
- 1995: De houten haarlemmers
- 1997: DaDa
- 1998: I Move, So I Am
- 1999: Applause
- 2001: Radio Umanak
- 2002: Stiltwalkers
- 2003: The Last Words of Dutch Schultz, gemengde animatie en speelfilm met o.a. Rutger Hauer, Maarten Wansink en Huub van der Lubbe